# Sejm zwyczajny 1581
Sejm 1581 – sejm zwyczajny I Rzeczypospolitej został zwołany przez króla Stefana Batorego w październiku 1580 roku do Warszawy. 
Sejmiki przedsejmowe w województwach odbyły się w grudniu 1580 roku. Marszałkiem sejmu obrano Stanisława Przyjemskiego, starostę kamińskiego. Sejm obradował od 22 stycznia do 8 marca 1581 roku.
Podczas obrad sejmowych zajmowano się przede wszystkim sprawami wojny z Moskwą. Senat stał na stanowisku potrzeby jej kontynuowania, podczas gdy posłowie szlacheccy, nie zważając na sukcesy królewskie, nie skłaniali się do zwiększenia obciążeń podatkowych na prowadzenie dalszej wojny. Wskazywano, że wojnę powinno się ograniczyć i poświęcić więcej uwagi sprawom wewnętrznym. Przyjęto poselstwo od cara Iwana Groźnego. Wiele czasu poświęcono sprawom sądownictwa oraz dokonano z inicjatywy monarszej licznych nobilitacji w uznaniu zasług wojennych.